# فلیست
فلیست (به هلندی: Vlist) یک منطقهٔ مسکونی در هلند است که در هلند جنوبی واقع شده‌است. فلیست ۰ متر بالاتر از سطح دریا واقع شده‌است.

## خواهرخوانده
شهر Bač خواهرخواندهٔ فلیست هست.